# Corcy
Corcy ist eine französische Gemeinde mit 318 Einwohnern (Stand: 1. Januar 2022) im Département Aisne in der Region Hauts-de-France (frühere Region: Picardie). Sie gehört zum Arrondissement Soissons und zum Kanton Villers-Cotterêts.

## Geographie
Die Gemeinde Corcy liegt 17 Kilometer südwestlich von Soissons am Ostrand des Domänenforsts Forêt de Retz am Fluss Savières. Durch Corcy führt die Bahnstrecke La Plaine–Hirson mit einem Haltepunkt. Zu Corcy gehört der Ortsteil Saint-Paul. Nachbargemeinden von Corcy sind Montgobert im Norden, Louâtre im Osten, Faverolles im Süden und Fleury im Westen.

## Bevölkerungsentwicklung
| Jahr                       | 1962 | 1968 | 1975 | 1982 | 1990 | 1999 | 2006 | 2012 | 2021 |
| Einwohner                  | 206  | 183  | 204  | 187  | 254  | 306  | 309  | 321  | 304  |
| Quellen: Cassini und INSEE |      |      |      |      |      |      |      |      |      |

## Sehenswürdigkeiten
- im Ersten Weltkrieg weitgehend zerstörte und ab 1921 wieder aufgebaute Kirche Saint-Alban aus dem 12. und 13. Jahrhundert, seit 1920 als Monument historique klassifiziert (Base Mérimée PA00115615)

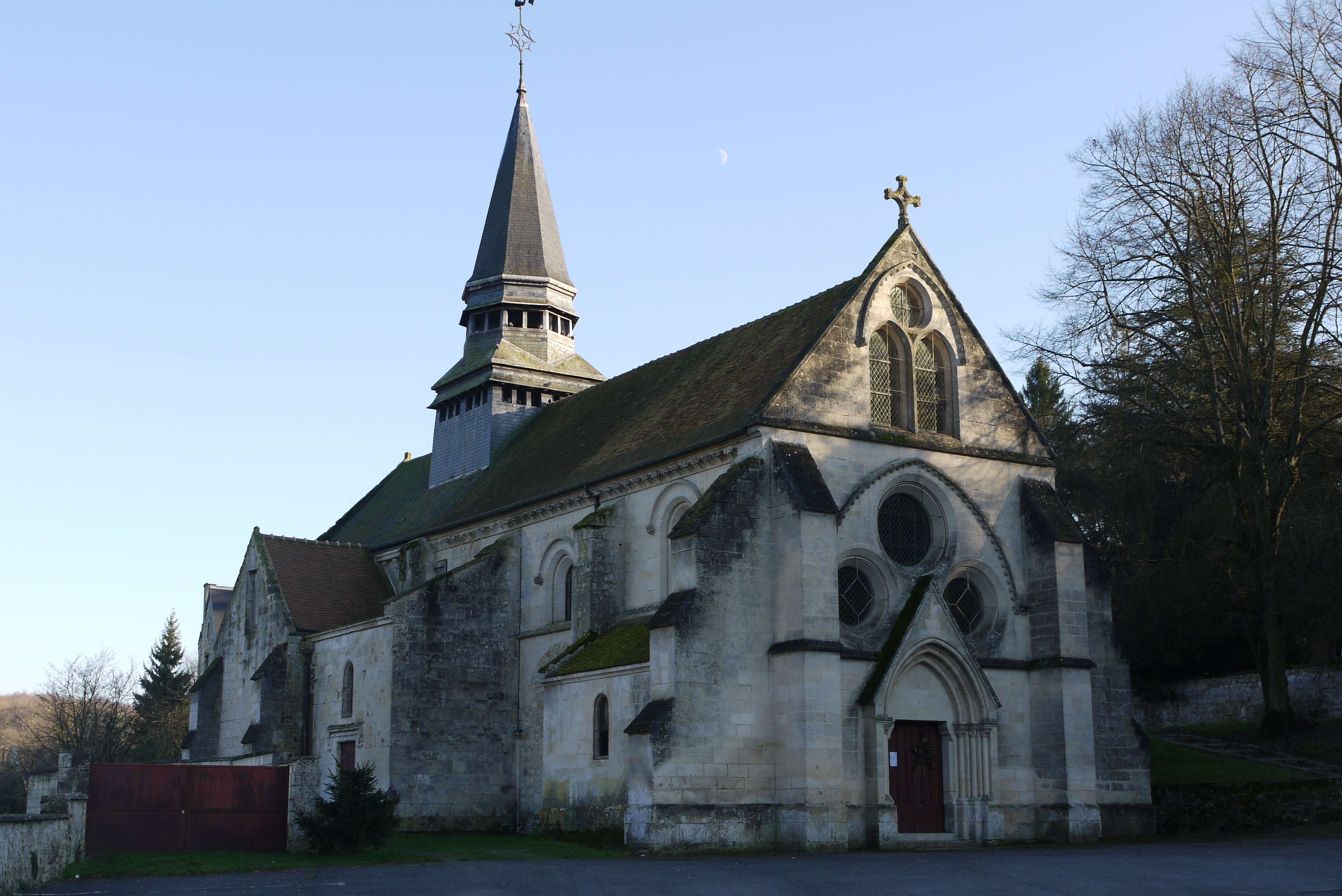
Kirche Saint-Alban
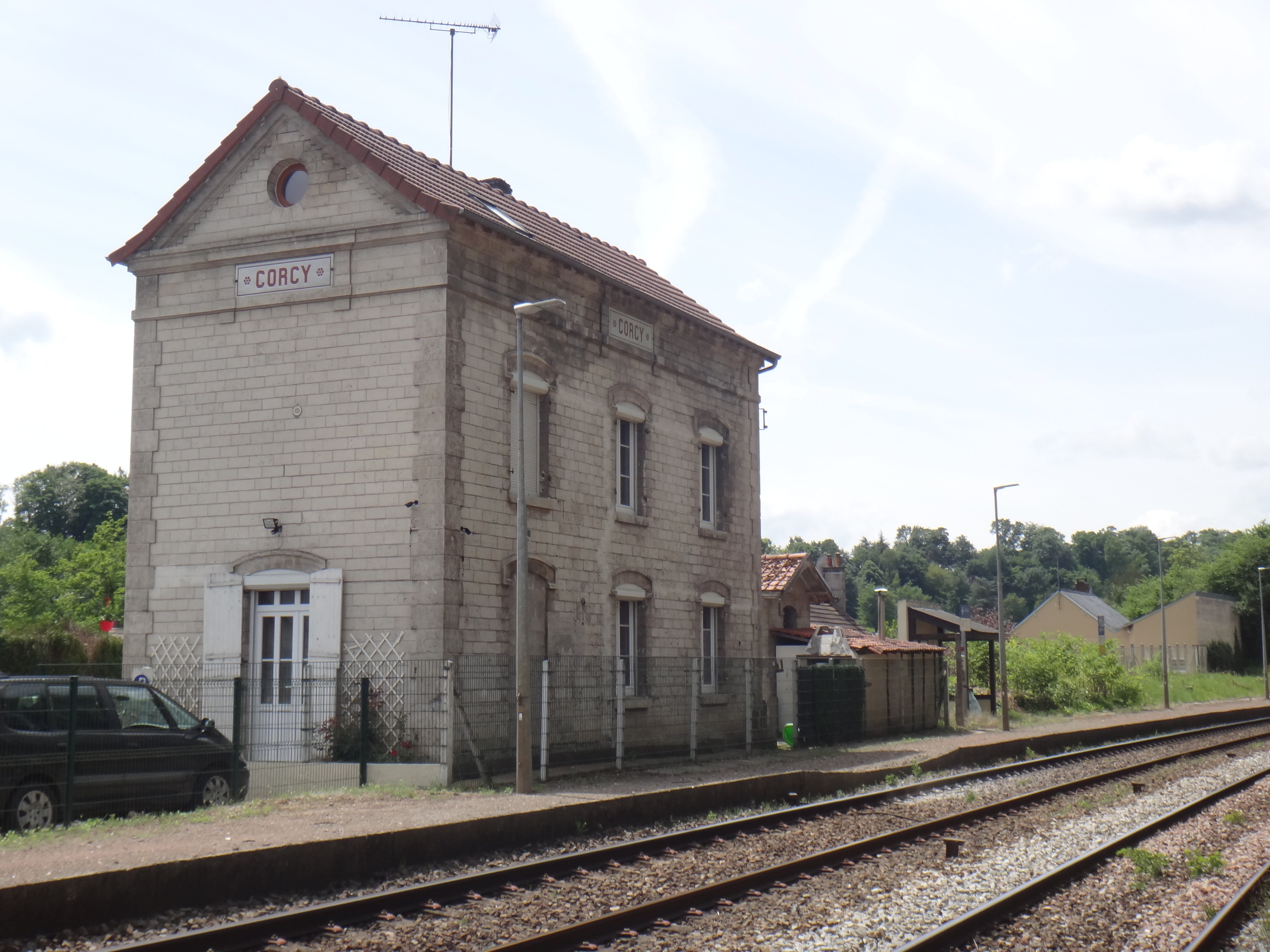
Ehemaliges Bahnhofsgebäude